# دنی نوبل
 دنی نوبل (انگلیسی: Denis Noble؛ زادهٔ ۱۶ نوامبر ۱۹۳۶) یک دانشمند در زمینه زیست‌شناسی دستگاه‌ها اهل بریتانیا است. 